# 1205
- Wikisource

| Calendário gregoriano                                                        | 1205 MCCV                                            |
| Ab urbe condita                                                              | 1958                                                 |
| Calendário arménio                                                           | 654 – 655                                            |
| Calendário bahá'í                                                            | -639 – -638                                          |
| Calendário budista                                                           | 1749                                                 |
| Calendário chinês                                                            | 3901 – 3902 Início a 22 de janeiro (aproximadamente) |
| Calendário copta                                                             | 921 – 922                                            |
| Calendário etíope                                                            | 1197 – 1198                                          |
| Calendários hindus - Vikram Samvat - Calendário nacional indiano - Cáli Iuga | 1260 – 1261 1126 – 1127 4305 – 4306                  |
| Calendário Holoceno                                                          | 11205                                                |
| Calendário islâmico                                                          | 601 – 602                                            |
| Calendário judaico                                                           | 4965 – 4966                                          |
| Calendário persa                                                             | 583 – 584                                            |
| Calendário rúnico                                                            | 1455                                                 |
| Calendário solar tailandês                                                   | 1748                                                 |

1205 (MCCV, na numeração romana) foi um ano comum do século XIII do Calendário Juliano, da Era de Cristo, a sua letra dominical foi B (52 semanas), teve início a um sábado e terminou também a um sábado.
No reino de Portugal estava em vigor a Era de César que já contava 1243 anos.
| Ano completo                   |
| ------------------------------ |
| Ano comum com início ao sábado |

## Nascimentos
- Martim Vasques Barba, nobre medieval português, a sua descêndencia deu início ao nome de família Botelhos.
- Gomes Mendes Barreto, Mestre português da Ordem dos Templários.
- D. Teresa Sanches, infanta de Portugal, m. 1230.